# Temperley

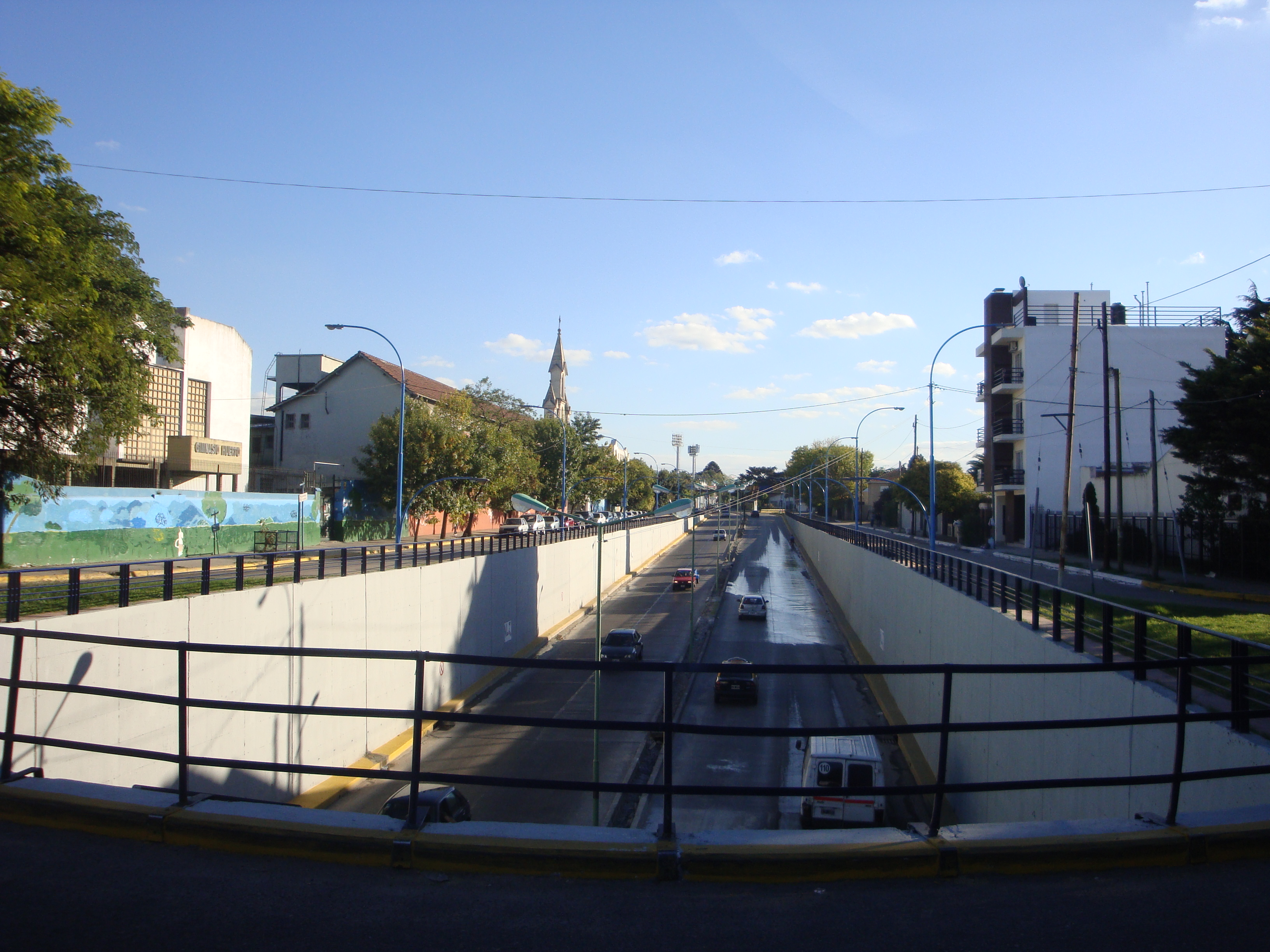
Localidade em Temperley

Temperley  é uma localidade situada no partido de Lomas de Zamora, na zona sul da Grande Buenos Aires, Argentina. Segundo censo de 2010, possui 121.451 habitantes.
No futebol, a localidade se destaca pelo Club Atletico Temperley, que atualmente disputa a Primeira Divisão do Futebol Argentino, fundado em 1912 e que manda seus jogos no Estádio Alfredo Beranger.